# Georg Ebers

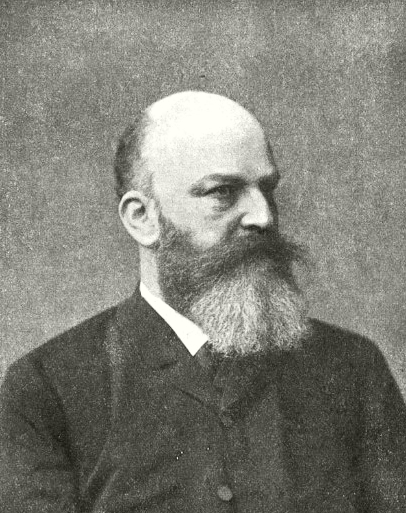
Georg Ebers (1890)

Georg Moritz Ebers (* 1. März 1837 in Berlin; † 7. August 1898 in Tutzing) war ein deutscher Ägyptologe und Schriftsteller. Durch seine historischen Romane und populärwissenschaftlichen Werke trug er maßgeblich zur Verbreitung der Ägyptologie im ausgehenden 19. Jahrhundert bei. Sein Name ist eng mit dem Papyrus Ebers verbunden, einem der ältesten medizinischen Texte der Welt.

## Leben

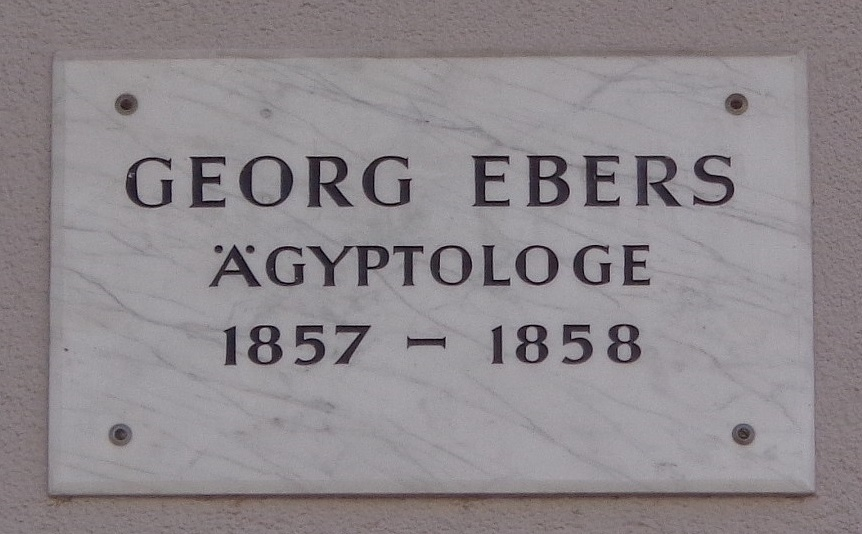
Göttinger Gedenktafel für Georg Ebers

Georg Ebers entstammte einer wohlhabenden jüdischen Familie des Berliner Großbürgertums. Seine Eltern, der Porzellanfabrikant und Bankier Georg Moritz Ebers (1802–1837) und dessen Ehefrau Fanny, geborene Levysohn (1802–1886), waren zum Christentum konvertiert. Nach dem frühen Tod des Vaters wurde Ebers von seiner Mutter nach Keilhau bei Rudolstadt in die dortige Knabenerziehungsanstalt geschickt. 1852 wechselte er auf das Gymnasium in Cottbus, musste dieses jedoch aufgrund einer Affäre mit einer Schauspielerin verlassen. Sein Abitur legte er 1857 in Quedlinburg ab.
Ebers studierte zunächst Rechtswissenschaft an der Georg-August-Universität Göttingen, wo er sich dem Corps Saxonia anschloss. Bald interessierte er sich mehr und mehr für das alte Ägypten. Sein Lehrer in der Beschäftigung mit den Hieroglyphen war Richard Lepsius. 1865 habilitierte sich Ebers in Jena und wurde Privatdozent, 1869 a. o. Professor für Ägyptologie.
1870 als a. o. Professor nach Leipzig berufen, erhielt er 1875 den Lehrstuhl. Seit 1876 schwer erkrankt, wurde er auf eigenen Wunsch 1889 vorzeitig emeritiert, als sich außerdem eine seit 1887 bestehende linksseitige Stimmbandlähmung nicht besserte und ihn an der Durchführung von Vorlesungen hinderte.
1869/70 und 1872/73 unternahm Ebers zwei Forschungsreisen nach Ägypten, auf denen er den nach ihm benannten Papyrus Ebers erwarb, ein umfangreiches medizinisches Handbuch aus der Mitte des 2. Jahrtausends v. Chr. (jetzt in der Papyrus- und Ostrakasammlung der Universitätsbibliothek Leipzig).

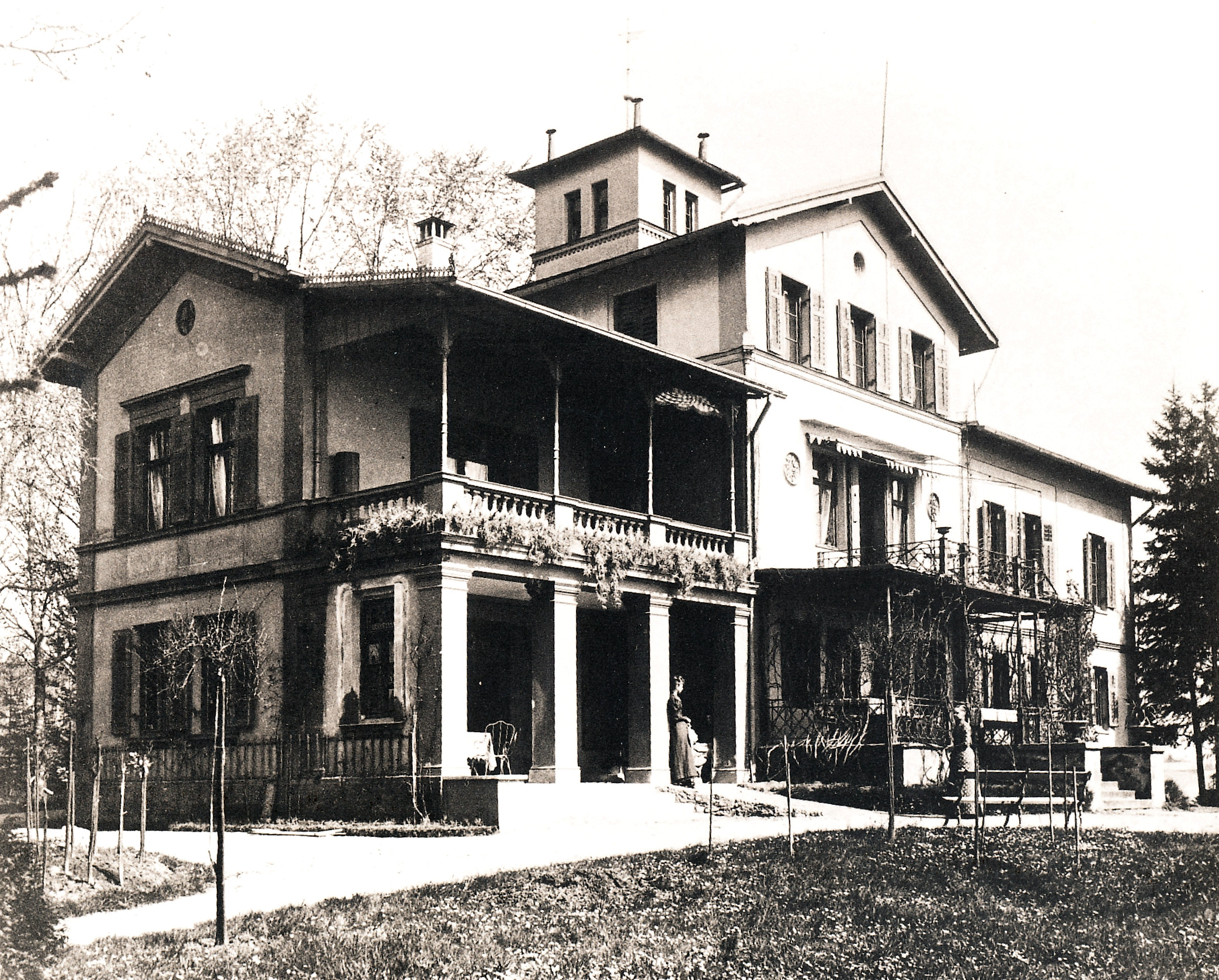
Villa Ebers (Midgardhaus), Fotografie von 1890

Ab 1882 war die Villa Ebers (Midgardhaus), in Tutzing (Oberbayern), Midgardstraße 5, am Ufer des Starnberger Sees der Wohnsitz des Ägyptologen Georg Ebers und gesellschaftlicher Treffpunkt von Schriftstellern und der Münchner Malerelite.  
1895 wurde Ebers in die Königlich Bayerische Akademie der Wissenschaften aufgenommen. Er war zudem Mitglied der Königlich Sächsischen Gesellschaft der Wissenschaften zu Leipzig und der American Philosophical Society.
Er war seit 1865 mit Antonie geborene Beck verwitwete Loesevitz verheiratet; sie brachte zwei Töchter mit in die Ehe. Aus der Ehe gingen weitere sechs Kinder hervor, darunter die Söhne Paul und Hermann und die Tochter Maria Sophia, genannt Marie (* 4. Februar 1871 in Leipzig), die am 10. August 1894 den damaligen Leipziger Privatdozenten Heinrich Triepel (1868–1946) heiratete. Marie Triepel verfasste im September 1949 Lebenserinnerungen, die ungedruckt geblieben sind.
Georg Ebers verstarb am 7. August 1898 in Tutzing und wurde auf dem Nordfriedhof in München begraben, wo sich auch sein Grabmal befindet.

## Künstlerisches Schaffen

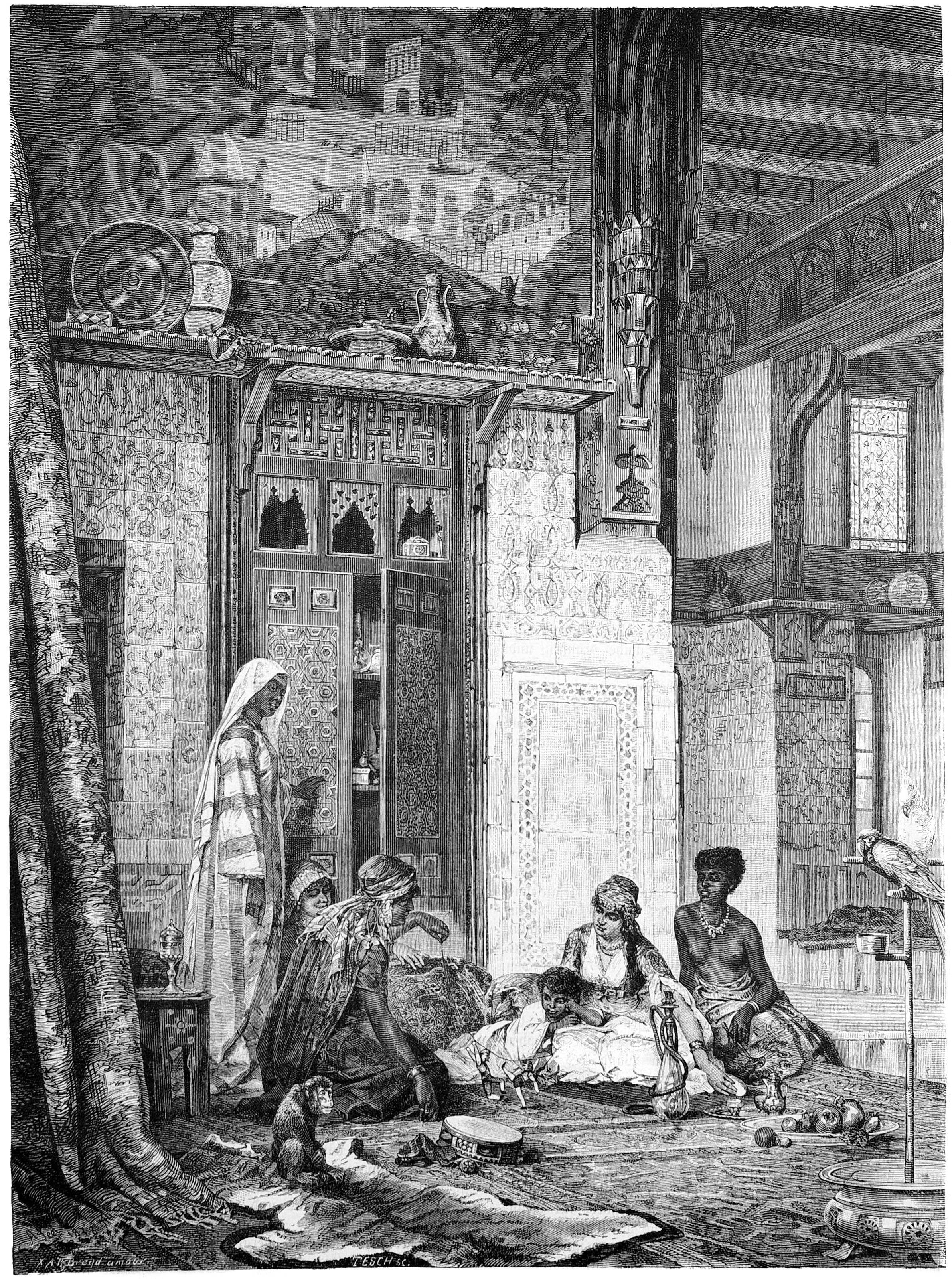
In einem Harem der Khalifenzeit. Buchillustration von Adolf Seel aus dem Werk Aegypten in Bild und Wort. veröffentlicht in der Zeitschrift Die Gartenlaube. 1878

Beginnend mit Eine ägyptische Königstochter (1864) verfasste Ebers zahlreiche historische Romane, die auf großes Leserinteresse stießen. Neben Felix Dahn galt er als der bedeutendste Vertreter des „Professorenromans“. Die Themen der Romane wählte er teilweise aus dem Umfeld seiner wissenschaftlichen Arbeit, also der ägyptischen Geschichte, aber auch aus anderen Epochen, z. B. dem Mittelalter.
Von 1879 bis 1884 gab Ebers die „buchkünstlerisch aufwendig gestalteten“ Luxusbände Aegypten in Bild und Wort sowie Palästina in Bild und Wort heraus: Die mit rund 700 Holzschnitten/Holzstichen versehenen Bildbände wurden nach Vorlagen von 40 namhaften Künstlern und Orientalisten (unter ihnen Wilhelm und Ismael Gentz, Leopold Carl Müller und Charles Feodor Welsch) hauptsächlich in der Stuttgarter Xylographischen Anstalt von Eduard Hallberger produziert und verlegt.

## Werke (in Auswahl)

### Wissenschaftliche und populärwissenschaftliche Werke
- Disquisitiones de dynastia XXVI. Regum aegyptiorum. (Habilitation) Jena 1865.
- Aegypten und die Bücher Mose’s. Leipzig 1868.
- Durch Gosen zum Sinai. Leipzig 1872.
- Papyros Ebers. Das hermetische Buch über die Arzneimittel der alten Ägypter in hieratischer Schrift. Leipzig 1875 (digitalisiert).
- Aegypten in Bild und Wort. 2 Bände. Stuttgart / Leipzig 1879 / 1880.(Band 1 digitalisiert / Band 2 digitalisiert).
- Palästina in Bild und Wort. Stuttgart 1882–1884.
- Cicerone durch das alte und neue Aegypten. Stuttgart u. a. 1886.
- Aegyptische Studien und Verwandtes. Stuttgart / Leipzig 1900.

### Romane
- Eine ägyptische Königstochter. 3 Bände. Hallberger, Stuttgart 1864 (1. Band als Digitalisat und Volltext im Deutschen Textarchiv, 2. Band als Digitalisat und Volltext im Deutschen Textarchiv, 3. Band als Digitalisat und Volltext im Deutschen Textarchiv). Zuletzt Bastei-Lübbe, Bergisch Gladbach 1995, ISBN 3-404-13743-4.
- Uarda. 3 Bände. Hallberger, Stuttgart u. a. 1877. Zuletzt Bastei-Lübbe, Bergisch Gladbach 1998. ISBN 3-404-13943-7.
- Homo sum. Hallberger, Stuttgart u. a. 1878.
- Die Schwestern. Stuttgart 1879.
- Der Kaiser. 2 Bände. Hallberger, Stuttgart 1881.
- Die Frau Bürgermeisterin. Deutsche Verlags-Anstalt, Stuttgart, 1881.
- Serapis. Deutsche Verlags-Anstalt, Stuttgart 1885.
- Die Nilbraut. 3 Bände. Deutsche Verlags-Anstalt, Stuttgart 1886.
- Elifên. Ein Wüstentraum. Poetische Erzählung. Stuttgart 1887.
- Die Gred – Roman aus dem alten Nürnberg. 2 Bände. Deutsche Verlags-Anstalt, Stuttgart 1889.
- Per aspera. 2 Bände. Deutsche Verlags-Anstalt, Stuttgart u. a. 1892.
- Ein Wort. Deutsche Verlags-Anstalt, Stuttgart u. a. 1893.
- Kleopatra. Deutsche Verlags-Anstalt, Stuttgart u. a. 1894.
- Im Schmiedefeuer. 2 Bände. Deutsche Verlags-Anstalt, Stuttgart u. a. 1895.
- Barbara Blomberg. 2 Bände. Deutsche Verlags-Anstalt, Stuttgart u. a. 1897.

### Sonstiges
- Gesammelte Werke. 32 Bände. Stuttgart u. a. 1893–1897.
- Die Geschichte meines Lebens. Vom Kind bis zum Manne. Stuttgart 1893.